# 内海英華
内海 英華（うつみ えいか、1960年6月17日 - ）は、日本の上方寄席囃子三味線奏者、女道楽師。本名∶田中 愛子。上方落語協会会員。元松竹芸能所属。現代における上方寄席囃子三味線の第一人者である。
大阪府大阪市出身。初芝高等学校（現・初芝立命館中学校・高等学校）卒業。

## 来歴
少女時代から落語に興味を持ち、特に2代目桂春蝶のファンだった。中学卒業時と高校2年修了時に春蝶に入門を志願したが断られている。学生時代はソフトボール部所属で、ポジションはキャッチャー。その後も寄席に出入りしているうちに講談の3代目旭堂南陵の知遇を得、1978年に南陵に入門、旭堂 南蝶を名乗る。1979年に新世界新花月で初舞台。しかし病を得たこともあり1年で廃業。1981年に漫才の内海カッパに入門し、現在の芸名を名乗る。
「おんな放談」で一世を風靡した吾妻ひな子にも興味を持ち、ピン芸人志向が強かったこともあって、入門後三味線の稽古を始め、1982年、カッパから紹介された寄席囃子三味線方の桑原ふみ子（長唄の杵屋柳翁）に師事。桑原 あい子の名を許され、1984年より寄席囃子を始める。並行して漫談師としても活動。1994年、寄席三味線への継承発展の功績により、咲くやこの花賞を受賞。
2002年、2代目桂春団治五十回忌追善興行に参加した事がきっかけで、春団治未亡人の河本寿栄（先代 桂春駒）のもとで、上方では長く絶えていた演芸「女道楽」の復活に乗り出す。現在では唯一の女道楽の継承者とも言われる。最近は、海外での英語を取り入れた高座やジャズとのコラボレーション（内海英華 with 宗清洋と粋〜てすとさうんど）、出囃子の編曲（5代目桂文枝の「廓丹前」）、さらには演歌歌手など、活動の幅を広げている。
2009年8月26日、国立文楽劇場にて「平成の女道楽　内海英華でございます」という独演会を開催、その席で立花家橘之助が十八番としていた浮世節の「たぬき」全曲を演奏する。山田五十鈴が芸術座公演「たぬき」の劇中で披露して以来、誰も全曲はしてはいなかったのを英華が演奏し、評判となる。幕切れに「これからは、英華のたぬき、と言われるように…」と口上を述べたように、現役の芸人として「たぬき」全曲版を演奏できる唯一人の芸人である。
2013年1月30日、2012年度文化庁芸術祭賞（文部科学大臣賞）の大賞受賞者として、如水会館で開催された贈呈式において表彰を受けた。
2016年1月9日、WOWOWにてドキュメンタリー番組「ノンフィクションW たったひとりの伝統芸～女道楽・内海英華の粋～」が放送された。同年7月、富士急ハイランドのアトラクション「テンテコマイ」のTVCMに出演し、初のCM出演を果たす。
2024年12月、松竹芸能から退所。

## 作品
- 写真集「みすじのいとに」（ISBN:978-4990394455）（寄席、高座、普段着などの場面に加え、入浴場面では後姿ながら、セミヌードを披露している）
- CD「平成の女道楽、内海英華でございます」（上方寄席囃子、上方の唄などを収録）

## 受賞歴
- 1994年 - 第11回咲くやこの花賞大衆芸能部門[1]
- 2012年 - 第9回上方の舞台裏方大賞受賞[1]
- 2013年 - 第67回文化庁芸術祭大衆芸能部門大賞[1]

## 出演

### ラジオ
- hanashikaの時間。放送時間：18:00～19:45（2019年4月 - 2024年12月、ラジオ大阪） - 木曜日アシスタント
- 神戸新開地・喜楽館 内海英華のラジ関寄席（ラジオ関西）

### ウェブテレビ
- 第二回ABEMA寄席（2020年5月24日、ABEMA）[4]

## 参考資料
- 『笑maga』52号（2006年（平成18年）11月）
- 『あんけら荘夜話』桂文枝（青蛙房、1996年（平成8年）、ISBN 4-7905-0285-6）